# Tôtes
Tôtes ist ein Ort und eine französische Gemeinde mit 1.555 Einwohnern (Stand: 1. Januar 2022) im Département Seine-Maritime in der Region Normandie. Die Gemeinde gehört zum Arrondissement Dieppe und zum Kanton Luneray (bis 2015 Kanton Tôtes). Die Einwohner werden Tôtais genannt.

## Lage
Tôtes liegt im Pays de Caux etwa 38 Kilometer nordnordwestlich von Rouen. Umgeben wird Tôtes von den Nachbargemeinden Biville-la-Baignarde im Norden, Saint-Denis-sur-Scie im Osten und Nordosten, Vassonville im Osten, Saint-Maclou-de-Folleville im Osten und Südosten, Varneville-Bretteville im Süden, Saint-Vaast-du-Val im Westen sowie Calleville-les-Deux-Églises im Westen und Nordwesten.
In der Gemeinde kreuzen sich die Route nationale 27 und die frühere Route nationale 29 (heutige D929).

## Bevölkerungsentwicklung
| Jahr                      | 1962 | 1968 | 1975 | 1982 | 1990 | 1999 | 2006 | 2013 |
| Einwohner                 | 826  | 819  | 848  | 956  | 1059 | 1084 | 1285 | 1508 |
| Quelle: Cassini und INSEE |      |      |      |      |      |      |      |      |

## Sehenswürdigkeiten
- Kirche Saint-Martin aus dem 19. Jahrhundert
- Schloss Tôtes (auch: Schloss Belloy) aus dem 19. Jahrhundert

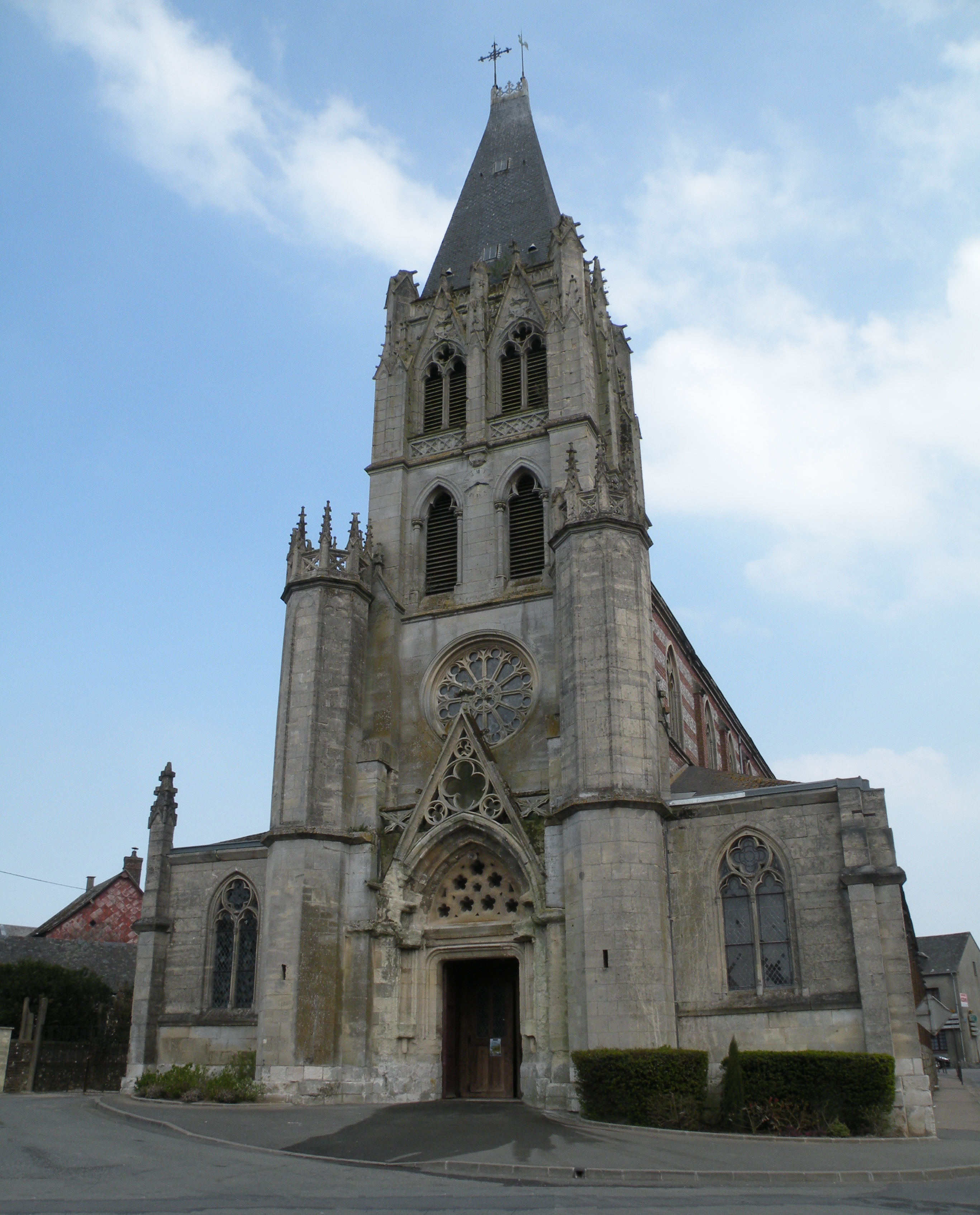
Kirche Saint-Martin
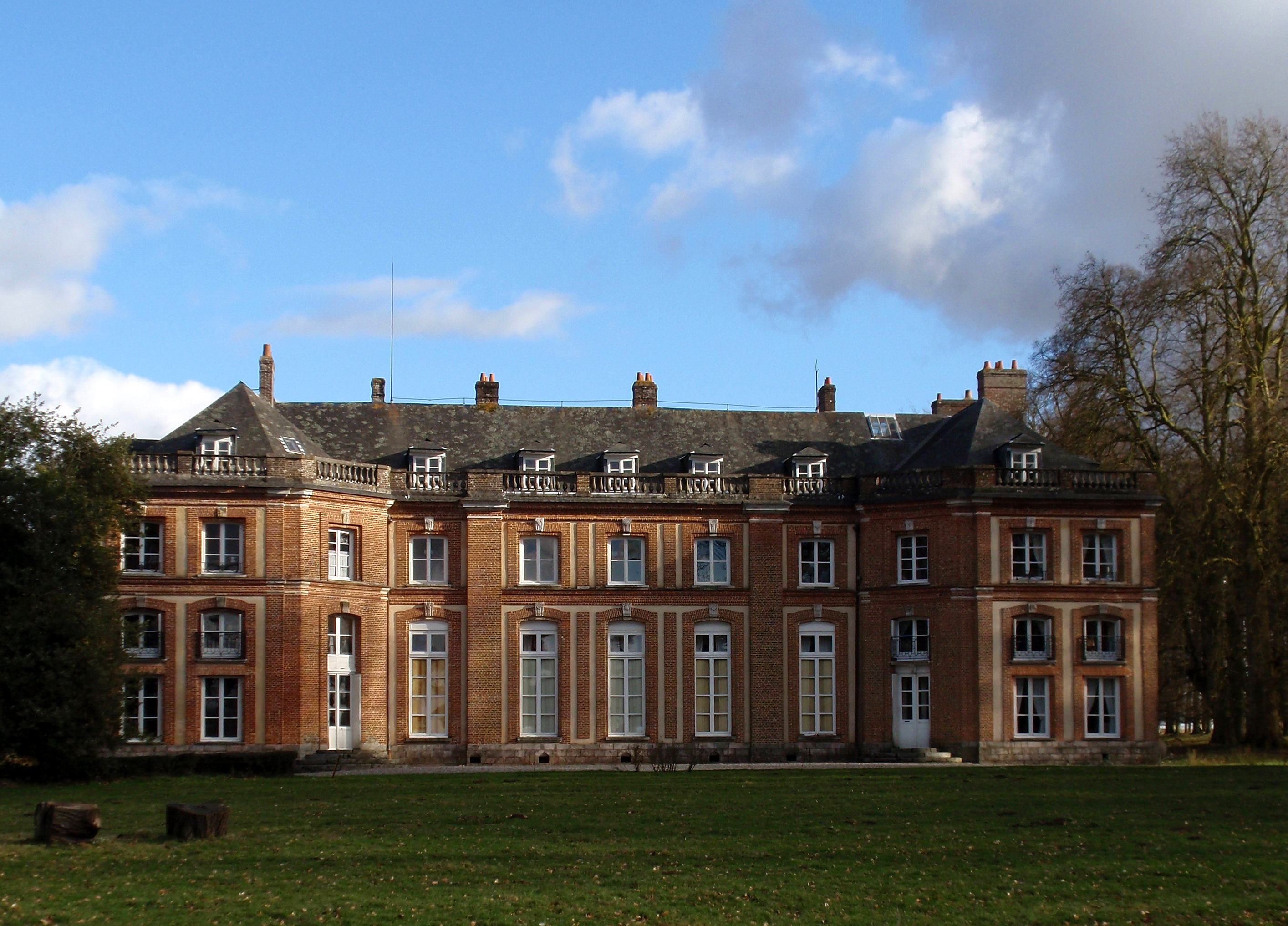
Schloss Belloy

## Gemeindepartnerschaft
Mit der deutschen Gemeinde Bleckede in Niedersachsen seit 1977 und mit der spanischen Gemeinde Monreal del Campo in der Provinz Teruel (Aragonien) bestehen Partnerschaften.

## Söhne und Töchter der Gemeinde
- Bernard Monnereau (1935–2019), Ruderer